# Gymnothorax richardsonii
Gymnothorax richardsonii es una especie de pez de la familia de los morénidas en el orden de los Anguilliformes.

## Morfología
Los machos pueden llegar a alcanzar los 32 cm de longitud total.

## Distribución geográfica
Se encuentra desde el Mar Rojo y el África Oriental hasta las Islas Sociedad, las Islas Ryukyu, las Islas Cook, las Islas Marianas e Islas Carolinas.